# 興行
興行（こうぎょう）とは、芝居やコンサート、スポーツイベントにおいて、鑑賞、観戦を主な目的とした観客を集めることを目的とした催事を指す。外観上では同じであっても、主催側が飲食物の提供や集客のために催す場合（ナイトクラブや百貨店）もあり、また学術目的や教育目的の場合は興行とはされない。

## 概要

### 興行の内容
- 映画等の映像
- 音楽
- 演劇
- 演芸
- スポーツ

など

### 事業分類
日本において興行に関する事業は、総務省統計局の「日本標準産業分類」（平成26年4月1日施行）に基づき、大分類「生活関連サービス業、娯楽業」の中分類80「娯楽業」として分類される。そのうち主に、分類番号802「興行場（別掲を除く）、興行団」に興行に関する業種が配置されている。
興行を主催する事業者（興行主、興行者）を英語でプロモーターと呼ぶ。
興行場の例
- 映画館
- 劇場、寄席・演芸場および、それらを所有・経営する事業者
- 劇団・歌劇団が所有する劇場
- プロスポーツチームが所有する球場等

興行団の例
- 興行場を持たずして、興行を企画する事業者（コンサートプロモーターズ協会所属企業など）
- 自ら持つ興行場で公演する、あるいは契約により出演する劇団・歌劇団
- 俳優、舞踊家、落語家、またはそれらが所属する芸能事務所
- プロ野球等のプロスポーツチーム、プロレス団体

### 法律
著作権には支分権として「興行権」が含まれる。現行の著作権法下では上演権および演奏権・上映権に分割されて解される。
興行場を営業するためには興行場法2条に基づき、都道府県知事の許可が必要である。

## 現代のスポーツ興行
アマチュアの祭典であったはずの近代オリンピックが、1984年のロサンゼルスオリンピック以降、事実上商業的な興行になってしまったという指摘がある。テレビ放映料、スポンサーからの多額の協賛金、そして、プロスポーツ同様、観客から入場料を徴収するシステムを採用したことなどで、ロサンゼルス五輪は結果1セントの税金も使わず、多額の黒字を達成した。
現代のプロスポーツ興行では主に格闘技の興行などで八百長といった不正試合が度々問題になることがある。日本の総合格闘技「修斗」は、創設以来一切の不正試合を行っていないと公言している。

## 暴力団との関係
狭い区域にたくさんの観衆を集めるという構造上の特質から、暴力による妨害に弱いため、古くから不良を手なずける意味もあって、ヤクザ者・暴力団との腐れ縁があり、またヤクザ自身が興行を手がけることも多かった。山口組の田岡一雄は昭和20年代の雑誌には「売り出し中の興行師」などと紹介されている。
当時の雑誌では宮城県仙台の高橋興行部（歌舞伎座）。栃木県宇都宮の斎藤興行部、吉沢興行部。茨城
県久慈浜の丸唐興行部（テキヤ上り）、平市の川和徳一（川徳興行部）。群馬県前橋の飯久保新造、高崎の西村修（新門一家）。千葉県銚子の藤原清次郎（関根組）、飯岡の小政興行部佐久間政雄（小政）。埼玉県の出羽屋一家（浦和）鈴木専人（王子自由劇場）。神奈川県（静岡県）横浜の桑島興行部桑島一英（横浜国際）、横浜の鶴岡興行部鶴岡政次郎、平塚の半谷興行部（加藤組一家）。静岡の吉村清（鶴岡興行部支部）。新潟の柴田興行部（柴田サーカス）柴田謙一。長野の市川興行社市川勘一（テキヤ）。愛知県（三重県、岐阜県）の岡崎興行社岡崎浅次郎、成田興行部成田喜三郎。富山県高岡の山橋錦吾郎、伏木の大森玉木（民主党野党派代議士）。京阪神は大阪カゴ寅（支部）、太政官組、酒梅組興行部。神戸の山口組興行部。廣島県十日町市の宮本興行社宮本芳助。山口県下関の平田興行部、籠寅興行部二代目保良菊之助。九州では佐賀上滝興行部の上滝英、佐世保の久門興行社、飯塚の安田興行社、小倉の日活館佐々木某、福岡の新庄智雄の名前が挙がっている。
かつて存在した日本の総合格闘技興行「PRIDE」は、2006年に主催会社と暴力団との関係を「週刊現代」に報じられ、放送局やスポンサーが離れ、最終的にはイベントが消滅した。